# Nakae Tōju

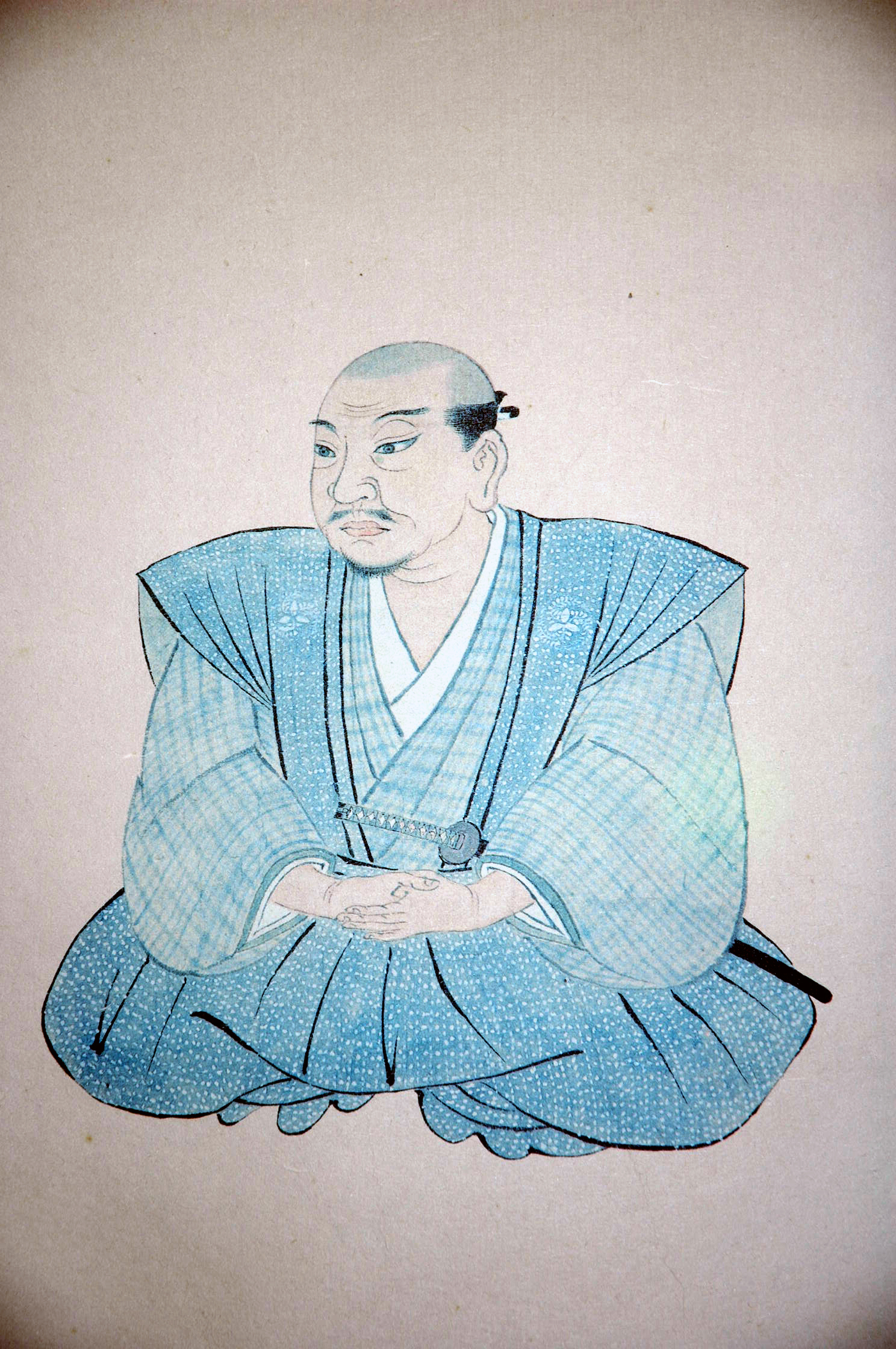
Nakae Tōju

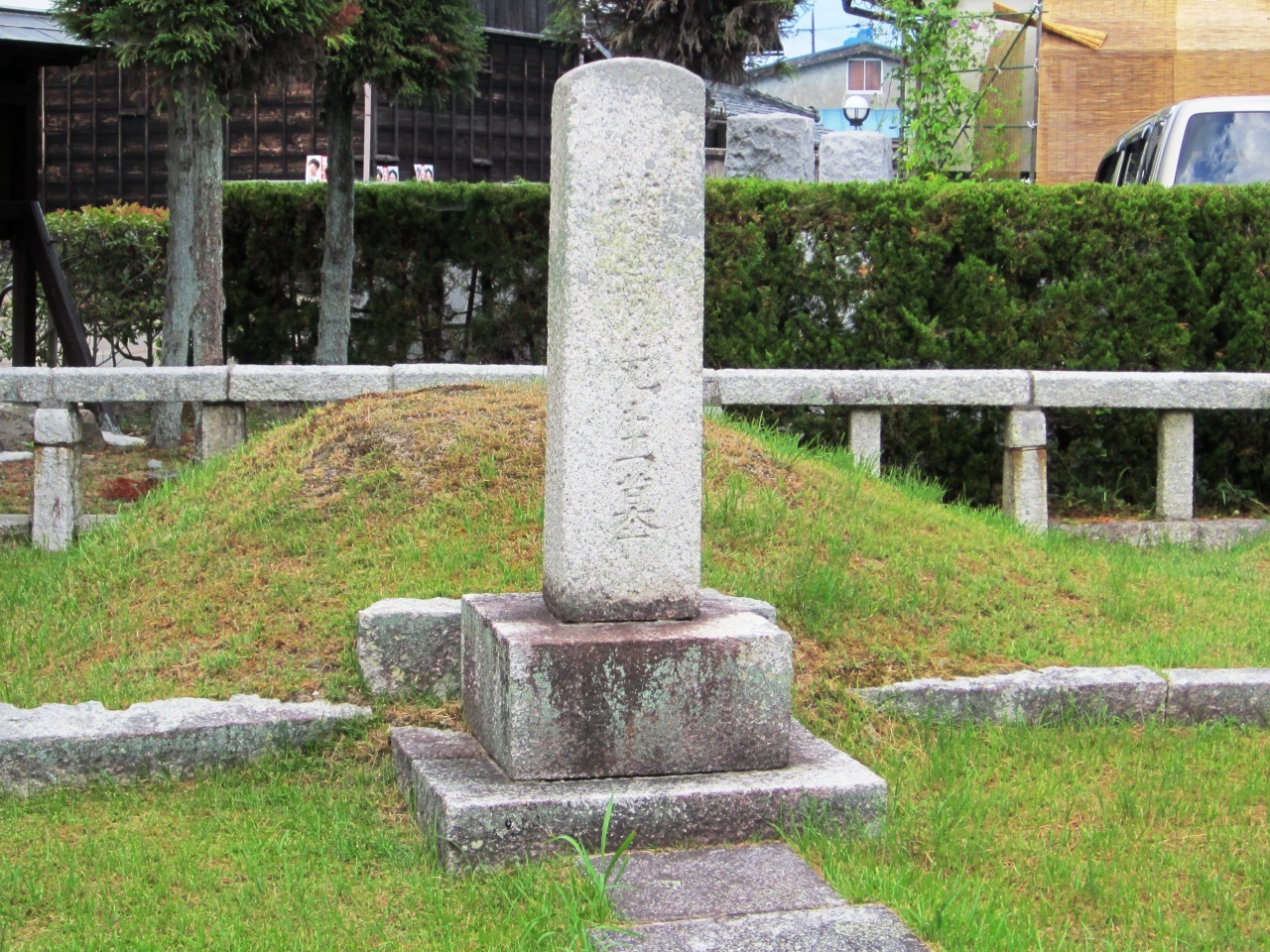
Nakaes Grab

Nakae Tōju (japanisch 中江 藤樹; geboren 21. April 1608 in Ogawa in der Provinz Ōmi; gestorben 11. Oktober 1648) war ein bedeutender japanischer Konfuzianist.

## Leben und Wirken

### Beginn
Nakae Tōju wurde im Alter von neun Jahren von seinem Großvater Yoshinaga (吉長) adoptiert, der der Familie Katō, Daimyō in Yonago (Provinz Hōki), diente. Als die Katō nach Ōzu in der Provinz Iyo versetzt wurden, folgten die Nakae dorthin. Als sein Großvater starb, war Tōju 15 Jahre alt. Er erbte nun das Familiengeld in Höhe von 100 Koku. 1634, als er 27 Jahre alt war, wollte er seine alternde Mutter in seiner Heimatstadt betreuen. Als ihm dies nicht erlaubt wurde, verließ er heimlich Ōzu und kehrte nach Ogawa zurück, obwohl er damit seinen Status als Samurai verlor. Zu Hause kümmerte er sich um seine Mutter und bildete sich zugleich weiter. Dichterfreunde nannten ihn „Tōju-sensei“ oder „Ōmi Seijin“ (近江聖人), den „Heiligen von Ōmi“.

### Erste Phase
Die Entwicklung von Tōjus philosophischen Vorstellungen gliedert sich in drei Phasen. Die erste Phase ging bis zum Zeitpunkt, als der 27-jährigen Ōzu verließ und den Samurai-Status aufgab. Im Alter von 11 Jahren war er tief bewegt von dem Satz „Mi o shū-muru o motsute honto tame (na) su“ (身ヲ修ムルヲ以(もっ)テ本ト為(な)ス) – etwa „Den Körper zu bilden ist das Wichtigste“ innerhalb des „Großen Lernens“ (大学, Daigaku) und strebte danach, das zu studieren. Schließlich beschäftigte er sich der „Gesamtausgabe der Vier Bücher“ (四書大全, Shisho daizen) und widmete sich der Cheng-Zhu-Schule. Kern der Wissenschaft war nicht die Gelehrsamkeit, sondern die moralisch orientierte Sichtweise, wenn es darum ging, die Richtigkeit des Denkens und Handelns zu erlangen. Schließlich wurde er jedoch misstrauisch gegenüber dem Formalismus des neokonfuzianischen Philosophen Cheng Yi (1033–1107). Es folgte eine Übergangszeit bis zum 31. Lebensjahr.

### Mittlere Phase
Die mittlere Phase ist die von seinem 31. bis 37. Lebensjahr. Nachdem er in seine Heimatstadt zurückkehrt war, studierte er weiter, nun auf der Grundlage der „Fünf Klassiker“ statt der „Vier Bücher“, auf die sich die Cheng-Zhu-Schule stützte. Im selben Jahr verfasste er „Okina mondō“ (翁問答) – etwa „Antworten eines alten Herren“, das sein bekanntestes Buch wurde. Er war von der Existenz des mysteriösen transzendenten Gottes Taiotsu (太乙) überzeugt, der alle Dinge erschuf und leitete. Er selbst praktizierte in Ehrfurcht und die entsprechende Rituale und predigte anderen davon. Er formulierte so eine göttliche Idee, die sich von der rationalen göttlichen Idee der Cheng-Zhu-Schule unterschied. Gleichzeitig predigte er die „Shingaku“ (神学) – „Götterlehre“ des Taiotsu: Ein Mensch besitzt im Inneren hervorragende moralische Fähigkeiten des Herzens „Meitoku“ (明徳), die stellen die zentrale Aufgabe der Moral dar. Dadurch sei die Gültigkeit der Handlungen in jeder Situation gewährleistet sei. So kam es zur „Neuen Tōju Shingaku“, die die Gültigkeit äußerer Handlungen sucht und gleichzeitig die Innere Seite (内面, Naimen), also den Geist, betont.

### Letzte Phase
In der letzten Phase ab dem 37. Lebensjahr beschäftigte sich Nakae mit den „Gesammelten Werken zu Yangming“ (陽明全集) und fand Vorstellungen in der Yangming-Lehre, die er mit seinen eigenen Ideen verknüpfte. Im Gegensatz zu seinem Denken in der mittleren Periode, das eine praktische und dynamische Tendenz nach außen hatte und sowohl die Gültigkeit von Handlungen als auch die innere Richtigkeit suchte, wurde nun nicht viel Wert auf die Gültigkeit von externen Handlungen gelegt. Die Tendenz, den Seelenfrieden zu betonen, der durch „Naimen“, also durch Korrektheit des Geistes, hervorgerufen wird, ist bemerkenswert.
Nakaes bedeutendster Schüler war Kumazawa Banzan (1619–1691).